# An Evening with Dolly Parton
An Evening with Dolly Parton var en konsertturné av Dolly Parton. Den inleddes i Nordamerika i november 2006 och fortsatte i Europa i mars och april 2007 för att slutligen avslutas i Nordamerika i maj samma år.

## Spellista
1. Baby I'm Burning
2. Two Doors Down
3. Jolene
4. The Grass Is Blue
5. Thank God I'm a Country Girl
6. Little Sparrow
7. My Tennessee Mountain Home
8. Coat of Many Colors
9. Smokey Mountain Memories
10. Those Were The Days
11. Travellin Thru
12. These Old Bones
13. Livin a Lie
14. Light of a Clear Blue Morning
15. More Where That Came From
16. Peace Train
17. Me & Bobbie McGee
18. 9 to 5
19. I Will Always Love You
20. Dumb Blond
21. Islands in the Stream
22. Here You Come Again
23. He's Alive

## Datum

### Nordamerika 2006
| Datum                       | Ort                          | Anläggning           |
| --------------------------- | ---------------------------- | -------------------- |
| 16 november 2006            | Uncasville, Connecticut, USA | Mohegan Sun Arena    |
| 18 november 2006            | Verona, New York, USA        | Turning Stone Casino |
| 20, 21 och 22 november 2006 | Toronto, Ontario, Kanada     | Casino Rama Centre   |

### Nordamerika 2007
| Datum                  | Ort                            | Anläggning                              |
| ---------------------- | ------------------------------ | --------------------------------------- |
| 14 februari 2007       | Santa Rosa, Kalifornien, USA   | Grace Pavilion                          |
| 15 februari 2007       | Santa Ynez, Kalifornien, USA   | Chumash Casino Resort                   |
| 16 februari 2007       | Indio, Kalifornien, USA        | Fantasy Springs Resort Casino           |
| 17 februari 2007       | Primm Valley, Nevada, USA      | Buffalo Bill's Star of the Desert Arena |
| 10, 11 och 12 maj 2007 | Niagara Falls, Ontario, Canada | Fallsview Casino Resort                 |
| 20 maj 2007            | Kodak, Tennessee, USA          | Smokies Stadium                         |

### Europa 2007
| Datum                    | Ort                                        | Anläggning              |
| ------------------------ | ------------------------------------------ | ----------------------- |
| 6 och 7 mars 2007        | Horsens, Danmark                           | Forum                   |
| 10 mars 2007             | Bergen, Norge                              | Vestlandshallen         |
| 11 mars 2007             | Karlstad, Sverige                          | Lofbergs Lila Arena     |
| 13 mars 2007             | Göteborg, Sverige                          | Scandinavium            |
| 15 mars 2007             | Oslo, Norge                                | Spectrum                |
| 16 mars 2007             | Stockholm, Sverige                         | Globen                  |
| 18 mars 2007             | Zwolle, Nederländerna                      | Ijsselhalle             |
| 19 och 25 mars 2007      | London, England, Storbritannien            | Wembley Arena           |
| 20 mars 2007             | Manchester, England, Storbritannien        | The Evening News Arena  |
| 21 mars 2007             | Newcastle, England, Storbritannien         | Metro Radio Arena       |
| 23 mars 20071            | Glasgow, Skottland, Storbritannien         | Clyde Hall              |
| 24 mars 2007             | Sheffield, England, Storbritannien         | Hallam FM Arena         |
| 27 mars 2007             | Cardiff, Wales, Storbritannien             | The International Arena |
| 28 mars 2007             | Birmingham, England, Storbritannien        | NEC                     |
| 30 mars och 2 april 2007 | Belfast, Nordirland, Storbritannien        | The Odyssey             |
| 31 mars 20072            | Millstreet, County Cork, Republiken Irland | Green Glens             |
| 1 april 2007             | Dublin, Republiken Irland                  | The Point               |